# Pollack (cratera)

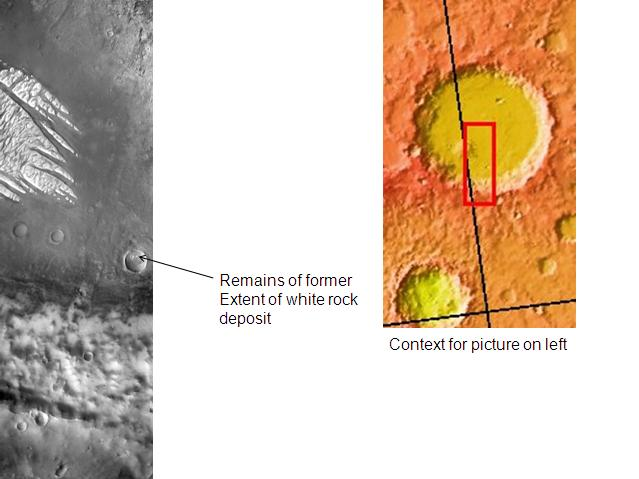
A rocha branca no leito de uma cratera pode ser o remanescente do que sobrou de um depósito muito mais vasto. Setas indicam que o deposito costumavam atingir áreas muito mais extensas. Imagem obtida pela THEMIS.

A cratera Pollack é uma cratera localizada no quadrângulo de Sinus Sabaeus em Marte, a 7.9º latitude sul e 334.8º longitude oeste. Seu diâmetro é de aproximadamente 96 km, e recebeu este nome em referência a James Pollack, um astrofísico americano (1938-1994). A cratera Pollack contém um vasto depósito de tonalidade clara, o qual se especulava tratar-se de um depósito de sal. Este depósito não é tão claro quanto se pensava, as rochas circundantes é que são excepcionalmente escuras fazendo com que o depósito pareça branco.

## Rocha branca
Marte possui uma superfície antiga. Grande parte da superfície da Terra data de apenas algumas centenas de milhões de anos. Em contraste, grandes áreas de Marte datam de bilhões de anos. Algumas áreas novas se formaram, se erodiram e então foram coberta por novas camadas de rocha. A sonda Mariner 9 nos anos 70 fotografou uma formação geológica a qual deram o nome "White Rock" (Rocha Branca).  Novas imagens revelam que esta rocha não é realmente branca, mas a área ao redor é tão escura que esta rocha aparenta ser realmente branca. Pensou-se que esta formação poderia se tratar de um depósito salino, mas informações dos instrumentos a bordo da Mars Global Surveyor demonstraram que esta se trataria provavelmente de cinzas vulcânicas ou poeira. Hoje, acredita-se que a rocha branca se trata de uma antiga camada rochosa que se erodiu.  A imagem abaixo mostra rocha branca com um foco da mesma rocha a alguma distância do depósito principal, por isso pensa-se que o material branco cobrira uma área muito maior. 

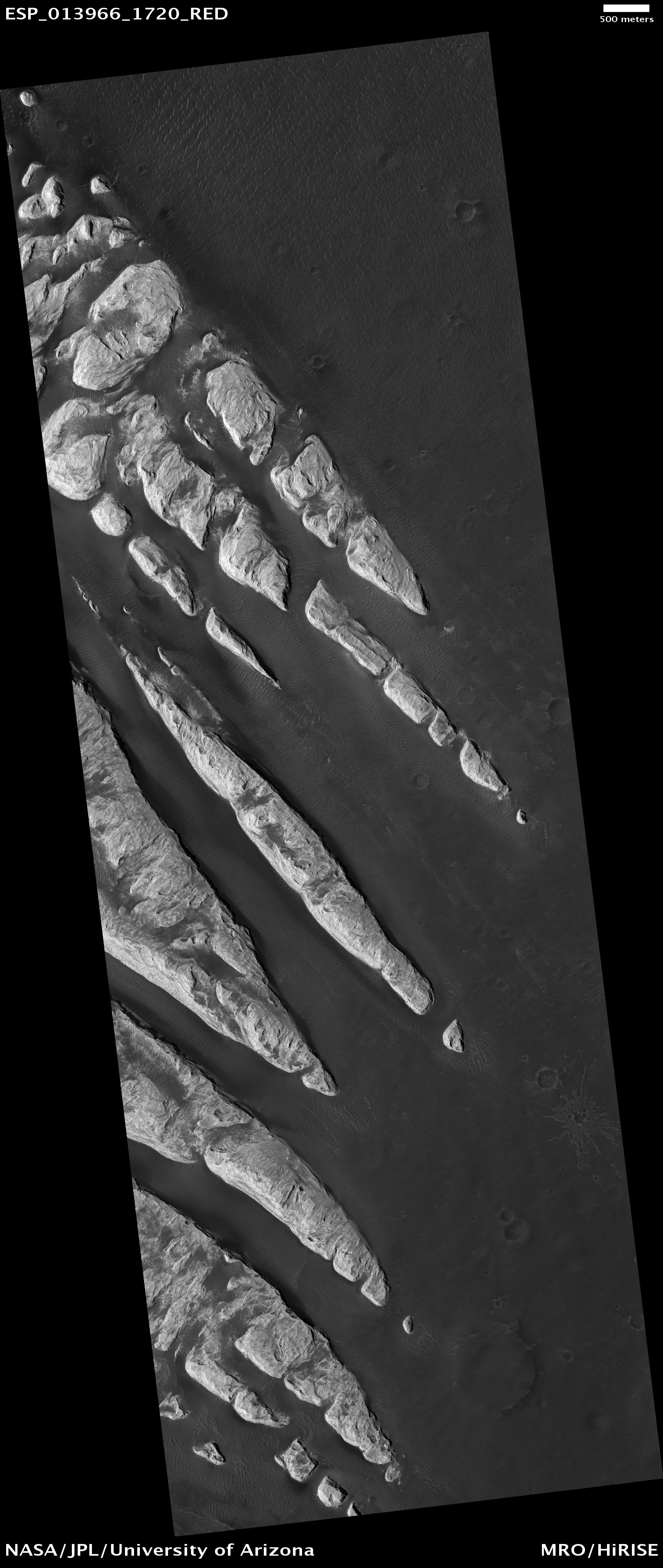
Rocha branca na cratera Pollack, visto pela HiRISE.
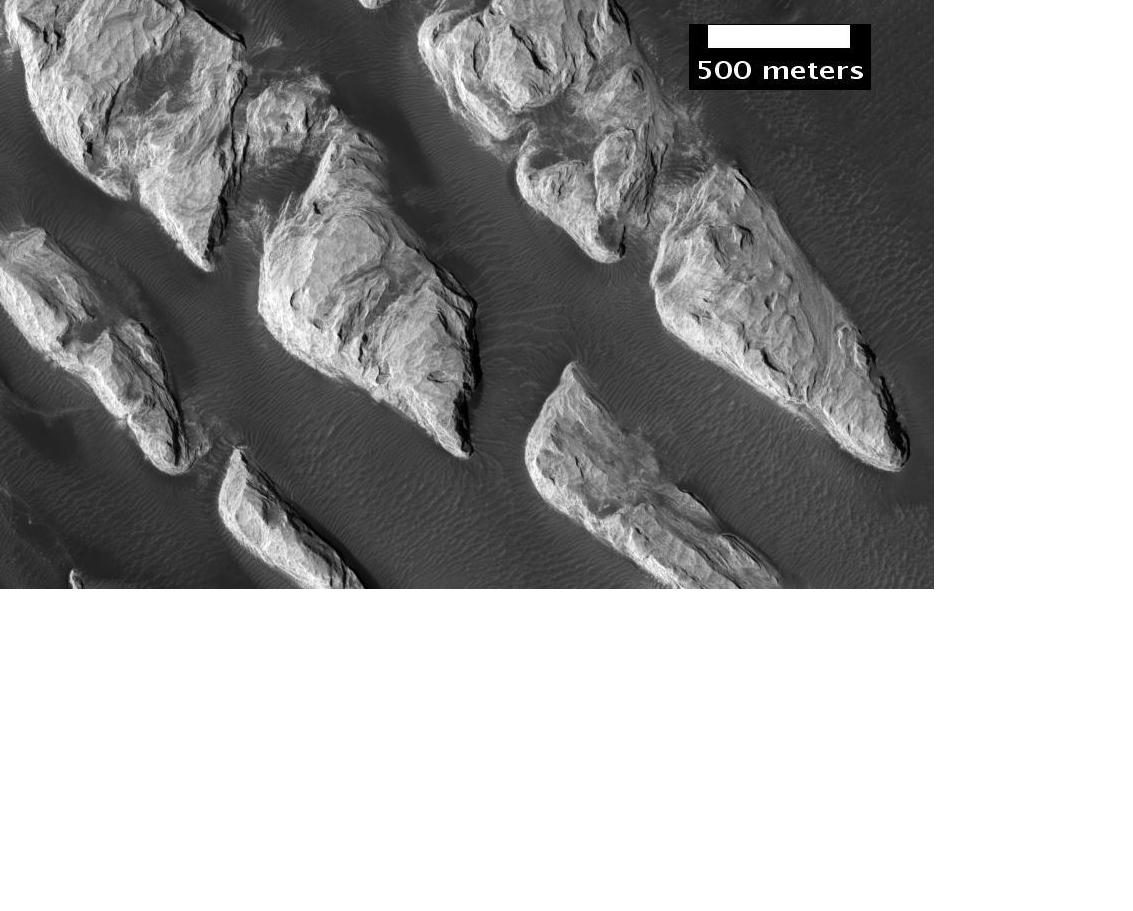
Ampliação da rocha branca na cratera Pollack, visto pela HiRISE.